# Atolón Gaafu Alif
El Atolón Gaafu Alif' o Huvadu Norte es un atolón de las Maldivas.